# عقد 760 هـ
عقد 760 هـ هو الفترة بين عام 760 إلى 769 في التقويم الهجري، أي العشر سنوات السابعة من القرن الثامن الهجري.